# Pećina Gospe Lurdske
Pećina (špilja, spilja) Gospe Lurdske je prirodni ili umjetni kršćanski religijski objekt, posvećen štovanju Gospe Lurdske.
Gradi ih se kao umjetne pećine ili se u prirodnim pećinama postavi Gospine kipove. To se čini radi dočaravanja ugođaja Masabjelske hridi i Marijinih ukazanja u Lourdesu odnosno radi čuvanja spomena na taj događaj, i prije svega, u čast Gospi Lurdskoj.
U Hrvata se takvi objekti prvo pojavljuju u Kaštel Lukšiću 1905. (Lurdska spilja), na križopuću u Novigradu iste godine, zatim na otoku Cresu, u orfanotrofiju i Betaniji u Sarajevu te drugdje.
U Hrvata je danas dosta rasprostranjena. Vrijedi navesti Vepric, spilju Gospe Lurdske na Kaptolu, Golubiću, na Rupnovcu kod Fojnice, u Rijeci u vrtu Samostana riječkih sestara Srca Isusova na Pomeriu, u Knežinskim lazima, u Plitvici Voćanskoj, diljem Korčule.
Prvi oltar Gospe Lurdske u Hrvatskoj podignut je 1884. godine u Nedelišću (Međimurje).